# Stay (chanson de Rihanna)
Pour les articles homonymes, voir Stay.
Singles de Rihanna
Diamonds
(2012) Pour It Up
(2013)
Singles par Mikky Ekko
Pull Me Down
(2012)
Stay est une chanson de l'artiste barbadienne Rihanna en collaboration avec l'artiste américain d'indie pop Mikky Ekko. Enregistré en 2012, le single sort en format numérique le 7 janvier 2013 sous le label américain Def Jam Recordings. 2e single extrait de son 7e album studio Unapologetic, la chanson est écrite par Mikky Ekko, Justin Parker, Elof Loelv. Stay est produite par Ekko, Parker et Loelv. Le titre s'est vendu aux alentours de 6 millions d'exemplaires.

## Clip vidéo
Au lendemain de la 55e cérémonie des Grammy Awards, Rihanna a dévoilé le clip de Stay. C'est la réalisatrice anglaise Sophie Muller qui était derrière la caméra, et ultérieurement au montage, pour le second single de Unapologetic. Le clip met en scène Rihanna, nue, chantant la chanson, avec quelque passages en off. Des interventions de Mikky Ekko le montrent seul dans la même salle de bain à d'autres moments. Des spécialistes[réf. souhaitée] ont fait remarquer la notable ressemblance de voix des deux interprètes : même registre, même timbre, même interprétation. Le clip est sorti sur Youtube le 12 février 2013 et il compte plus de 760 millions de vues en 6 ans. Il atteint le milliard de vues, le 12 janvier 2022.

## Crédits et personnel
Enregistrement
- Enregistré aux studios Nightbird Los Angeles, Californie; Studios Westlake Recording, Los Angeles, Californie.
- Mixé au studios Ninja Club, Atlanta, Géorgie.

Personnel
- Chanteuse : Rihanna
- Chanteur : Mikky Ekko (invité du label RCA Records)
- Parolier;– Mikky Ekko, Justin Parker, Elof Loelv
- Production – Mikky Ekko, Justin Parker, Elof Loelv
- Additional production/Landscape – Justin Parker, Elof Loelv
- Vocal recording – Mike Gaydusek, Marcus Tovar, Kuk Harrel
- Vocal engineering – Mike Gaydusek
- Assistant vocal engineer – Blake Mares, Robert Cohen
- Vocal production – Kuk Harrell
- Mixing – Phil Tan
- Assistant/additional engineering – Daniella Rivera

Crédits extraits des lignes de notes de l'album Unapologetic, Def Jam Recordings, SRP Records.

## Classement et certifications
| Classement (2012)                       | Meilleure position |
| --------------------------------------- | ------------------ |
| Afrique du Sud (Mediaguide)             | 1                  |
| Allemagne (Media Control AG)            | 2                  |
| Australie (ARIA)                        | 4                  |
| Autriche (Ö3 Austria Top 40)            | 5                  |
| République tchèque (IFPI)               | 1                  |
| Belgique (Flandre Ultratop 50 Singles)  | 3                  |
| Belgique (Wallonie Ultratop 50 Singles) | 2                  |
| Canada (Canadian Hot 100)               | 1                  |
| Danemark (Tracklisten)                  | 1                  |
| Espagne (PROMUSICAE)                    | 5                  |
| États-Unis (Hot 100)                    | 3                  |
| États-Unis (Pop Airplay)                | 1                  |
| États-Unis (Adult Pop Songs)            | 2                  |
| États-Unis (Adult Contemporary)         | 3                  |
| États-Unis (Dance Club Songs)           | 16                 |
| France (SNEP)                           | 2                  |
| Hongrie (Single Top 40)                 | 10                 |
| Irlande (IRMA)                          | 2                  |
| Israël (Media Forest)                   | 1                  |
| Liban (Lebanese Top 20)                 | 5                  |
| Norvège (VG-lista)                      | 2                  |
| Nouvelle-Zélande (RMNZ)                 | 4                  |
| Pays-Bas (Single Top 100)               | 3                  |
| Écosse (Official Charts Company)        | 4                  |
| Slovaquie (IFPI Rádio)                  | 1                  |
| Suisse (Schweizer Hitparade)            | 2                  |
| Royaume-Uni (UK Singles Chart)          | 2                  |

| Pays                     | Certification | Ventes    |
| ------------------------ | ------------- | --------- |
| Allemagne (BVMI)         | Or            | 150 000   |
| Australie (ARIA)         | 4 × Platine   | 280 000   |
| Belgique (BEA)           | Or            | 15 000    |
| Canada (Music Canada)    | 2 × Platine   | 160 000   |
| Danemark (IFPI)          | Platine       | 30 000    |
| États-Unis (RIAA)        | 3 × Platine   | 3 404 000 |
| Italie (FIMI)            | Or            | 15 000    |
| Irlande (IFPI)           | Or            | 15 000    |
| Nouvelle-Zélande (RIANZ) | 2x Platine    | 30 000    |
| Royaume-Uni (BPI)        | Platine       | 672 000   |